# EASAC
 (novembre 2016).
L'European Academies Science Advisory Council (EASAC) est formé par les académies nationales des sciences des États membres de l'UE.
L'EASAC a pour but de permettre à ces Académies de collaborer les unes avec les autres afin de fournir des conseils aux décideurs politiques européens. L'EASAC leur donne ainsi l'occasion et la chance de se faire entendre de manière collective.
L'EASAC couvre toutes les disciplines scientifiques et techniques, et ses experts sont issus de tous les pays de l'Union européenne. Un groupe transeuropéen peut se montrer plus efficace qu'un groupe provenant d'un seul pays. 
Les experts membres des groupes de travail d’EASAC donnent leur temps gratuitement. EASAC n'a pas de sponsors commerciales ou privés.

## Création
Les académies européennes ont formé l'EASAC afin qu'ils puissent parler d'une voix commune dans le but de construire la science dans la politique au niveau de l'UE.
Grâce à EASAC, les académies travaillent ensemble pour fournir des services indépendants, experts et fondés sur les preuves, sur les aspects scientifiques de la politique publique à ceux qui jouent un rôle ou qui ont de la influence sur la politique au sein des institutions européennes.

## Missions et perspectives
La mission d’EASAC reflète l'opinion des académies des sciences que la science est un élément essentiel à nombreux d’aspects de la vie moderne et une appréciation de la dimension scientifique est une condition à une politique de décision raisonnable.
Ce point de vue est en ligne avec le travail de nombreuses académies au niveau national. Avec l'importance croissante de l'Union Européenne comme une arène pour la politique, les académies reconnaissent que la importance de leurs fonctions consultatives doit s'étendre au-delà du niveau national pour couvrir le niveau européen.
Les points de vue d’EASAC sont vigoureusement indépendants de partialité politique ou commerciale et sont ouverts et transparents dans leurs processus.
L’objectif d’EASAC est de fournir des conseils compréhensibles, pertinents et en temps opportun.
Au centre du succès d'EASAC est le contact étroit avec la politique de prise de l'Union Européenne – le Parlement, le Conseil et la Commission - et connaissance avec les développements politiques actuels, ainsi que l'expertise dans la science pertinente.

## Activités
Les activités d’EASAC comprennent des études de fond sur les aspects scientifiques des questions politiques, des critiques et des conseils au sujet des documents de politique, des workshops visant à identifier les croyances scientifiques actuelles sur les grandes questions politiques ou à informer les décideurs et de déclarations courtes en temps opportun sur des sujets d'actualité.

## Gestion quotidienne

### Le Conseil
Le Conseil (Anglais: The Council) est l'organe de direction d’EASAC. Un représentant de chaque académie membre siège dans le conseil tout en agissant en leur capacité personnelle.
Le Conseil détermine la direction d’EASAC, donne son accord à propos des lancements des projets, nomme les membres des groupes de travail, vérifie et approuve les rapports avant la publication.
Le Conseil compte 27 membres individuels, tous des scientifiques hautement expérimentés qui sont respectivement désignés par les académies des sciences nationales de chaque État membre de l'UE qui en a un, de l'Academia Europaea et ALLEA. Les académies nationales des sciences de la Norvège et la Suisse sont également représentées. Le conseil est appuyé par un secrétariat professionnel basé à l'Académie allemande des Sciences de Leopoldina.

#### Steering Panels
Le rôle de ces groupes est de conseiller l'EASAC sur des projets potentiels et d'aider à construire des relations avec des personnes clés au sein de l'UE. Chaque groupe est pris en charge par un personnel expérimenté.
Le rôle des 'panels' est d'identifier les opportunités et de créer des ouvertures. Quand un projet a été élaboré et approuvé par le Conseil de l'EASAC, un groupe de travail spécifique est nommé pour réaliser le projet. Les groupes de travail sont dissous lorsque le projet est terminé.

### Le Bureau
Le Bureau (anglais : The Bureau) (le président et les vice-présidents) est responsable de la prise de décisions opérationnelles entre les réunions semestrielles du Conseil.

## Financement
L'EASAC est financé par les contributions de ses académies membres. Toutes les académies qui sont membres d'EASAC payent une cotisation annuelle qui soutient le fonctionnement des comités d'experts; des groupes de travail et le Secrétariat de l'EASAC. L'EASAC reçoit également des subsides spécifiques de financement de l'IAP - le réseau mondial des académies des sciences.

## Liens
- Notices d'autorité :   - VIAF
  - ISNI
  - IdRef
  - LCCN
  - GND
  - Pologne
  - NUKAT
  - Croatie
  - Tchéquie
  - Lettonie
  - WorldCat
- Site officiel
- Site IAP
- Article sur EASAC dans Le Nouvel Observateur, 1er février 2018
- Article sur EASAC dans Le Figaro, 2 octobre 2017
- Article sur EASAC dans Le Figaro, 19 février 2018